# Friedrich Lang (Politiker, 1855)
Johann Friedrich Lang (* 9. März 1855 in Michelstadt; † 14. März 1932 ebenda) war ein hessischer Gastwirt, Politiker (NLP) und Abgeordneter der 2. Kammer der Landstände des Großherzogtums Hessen.
Friedrich Lang war der Sohn des Gastwirtes und Bierbrauers Johann Christian Lang und dessen Ehefrau Anna Margaretha, geborene Bardes. Lang, der evangelischen Glaubens war, war Gastwirt, Bierbrauer und Weinhändler in Michelstadt und mit Anna Margarethe, geborene Seibert verheiratet.
Lang war 1881 Stadt- und Kirchenvorstand in Michelstadt, Kreistags- und Kreisausschussmitglied in Erbach, Vorstandsmitglied des Gewerbevereins und Ausschussmitglied der Gewerbeschule Michelstadt.
Von 1901 bis 1918 gehörte er der Zweiten Kammer der Landstände an. Er wurde als Nachfolger für den verstorbenen Jakob Brunner für den Wahlbezirk Starkenburg 2/Michelstadt gewählt.